# Minouxia
Minouxia es un género de foraminífero bentónico de la subfamilia Minouxiinae, de la familia Eggerellidae, de la superfamilia Eggerelloidea, del suborden Textulariina y del orden Textulariida. Su especie tipo es Minouxia gumbelitrioides. Su rango cronoestratigráfico abarca desde el Campaniense hasta el Maastrichtiense (Cretácico superior).

## Discusión
Clasificaciones previas incluían Minouxia en la superfamilia Textularioidea, del suborden Textulariina y del orden Textulariida.

## Clasificación
Minouxia incluye a las siguientes especies:
- Minouxia conica †
- Minouxia gumbelitrioides †
- Minouxia inflata †
- Minouxia lobata †